# O cnocie wyrwanej ze szponów zła
O cnocie wyrwanej ze szponów zła – traktat purytańskiego kaznodziei Cottona Mathera z 1706 roku, w którym nawołuje do wykupywania angielskich jeńców wziętych do niewoli przez kolonistów z Nowej Francji. Do traktatu dołączono apele jak np. List pisany przez wziętą w niewolę panienkę, lat szesnastu lub siedemnastu, pogrążoną w trwodze o los swej młodszej siostry, aby ta nie padła ofiarą papistowskich omamów i iluzji (ang. Poem written by a Captive Damsel, about Sixteen or Seventeen, Being Afraid That Her Younger Sister Would be Led Away by the Popish Delusions).